# Barbara Delinsky
Barbara Delinsky (n. Barbara Ruth Greenberg el 9 de agosto de 1945 en Boston, Massachusetts) es una autora de superventas estadounidense de más de sesenta y cinco novelas románticas, así como novelas de ficción en general. Ha publicado igualmente con los seudónimos de Billie Douglass y Bonnie Drake.

## Biografía
Barbara Ruth Greenberg nació el 9 de agosto de 1945 cerca de Boston, Massachusetts.  Su madre murió cuando ella tenía solo ocho años.  Se graduó en el Instituto Newton y luego estudió psicología en la Universidad de Tufts y sociología en el Boston College.
Barbara se casó con Steve Delinsky, un estudiante de Derecho muy joven. Al inicio su matrimonio trabajó para la Sociedad de Massachusetts para la Prevención del Maltrato Infantil.  Después del nacimiento de su primer hijo, empezó a trabajar como fotógrafa y reportera para el periódico Belmont Herald.  También hacía trabajo voluntario en los hospitales, así como en diversas instituciones relacionadas con el cáncer.
Tras el nacimiento de sus dos mellizos, y después de leer un artículo sobre tres escritoras, ella decidió empezar a escribir lo que su imaginación le sugería. Después de tres meses de investigación, idear la trama y escribir, vendió su primer libro. Se han impreso más de 20 millones de ejemplares de sus libros, y publica en 25 idiomas. Una de sus novelas, A Woman's Place, fue llevada a la pantalla con la actriz Lorraine Bracco como protagonista.
En 2001, escribió un libro de no ficción, Uplift: Secrets from the Sisterhood of Breast Cancer Survivors.   Ella misma era una supervivientes del cáncer de mama, y donó las ganancias de ese libro de su segunda obra de no ficción a la caridad. Con esos fondos puso en marcha una unidad de oncología en el Hospital General de Massachusetts donde se forman cirujanos de mama.
El marido de Barbara Delinsky, es actualmente un reputado abogado, y sus tres hijos ya son adultos, ella escribe diariamente en su oficina sobre el garaje de su casa, en Newton, Massachusetts.

### Publicadas enEspaña
- Un insólito regalo (1986, Harlequín Ibérica, S.A. - HI-)
- Nueva identidad (1986, HI)
- Al alcance de la mano (1987, HI)
- El misterio del amor (1987 y 2003, HI)
- Compañera de juegos (1988 y 2003, HI)
- Confía en mi (1988, HI)
- Fiebre de verano (1988, HI)
- Miedo al deseo (1988, HI)
- Esmeraldas malditas (1989 y 2003, HI)
- Por accidente... (1989, HI)

- Atados al pasado (1990, HI)
- El secreto de la piedra (1991, HI)
- La luz de mi vida (1991, HI)
- A través de mis ojos (1991 y 2003, HI)
- Amantes en la noche (1992, HI)
- Demasiado humana (1992, HI)
- La tempestad (1993 y 2003, HI)
- La pasión de Chelsea Kane (1994, Ediciones Temas de Hoy, S.A.)
- Ambición sin límites (1996, Plaza & Janés Editores, S.A. - P&J -; 2004, Nuevas Ediciones de Bolsillo -NEB-)
- Compromisos (1996, P&J; 2004, NEB)
- El desafío del amor (1997, Círculo de Lectores, S.A. - CdL-, P&J; 2001, NEB)
- Tres deseos (1999, P&J; 2000, CdL, NEB; 2001, NEB)

- El lago del deseo (2000, P&J; 2001, NEB; 2001, CdL)
- Una mujer traicionada (2000, P&J)
- Para mi hija (2000, NEB)
- Algo más que amigos (2001, NEB)
- El lugar de una mujer (2001, NEB)
- Amenazas y promesas (2002, HI)
- De pronto el amor (2002 y 2004, NEB)
- La mujer de al lado (2002, P&J; 2003 y 2004, NEB)
- Un nuevo encuentro (2002, NEB)
- Un verano en el viñedo (2002, P&J; 2003, CdL; 2005, Planeta-De Agostini)
- Atrapados en el paraíso (2004, HI)
- Una mujer con pasado (2004, CdL; P&J; 2005, NEB)
- La promesa de un sueño (2005, P&J; 2006, NEB)
- Una segunda oportunidad (2005, P&J; 2006, NEB)
- Pasiones desatadas (2006, HI)
- Susurros al atardecer (2006, P&J)

### Eninglés

#### Con el seudónimo de Bonnie Drake
- The Pasionate Touch (1981)
- Surrender by Moonlight (1981)
- Sweet Ember (1981)
- Sensuous Burgandy (1981)
- The Ardent Protector (1982)
- Whispered Promise (1982)
- Lilac Awakening (1982)
- Amber Enchanment (1982)
- Lover From the Sea (1983)
- The Silver Fox (1983)
- Passion and Illusion (1983)
- Gemstone (1983)
- Moment to Moment(1984)

#### Con el seudónimo de Billie Douglass
- Search for a New Dawn (1982)
- A Time to Love (1982)
- Knightly Love (1982)
- Sweet Serenity (1982)
- Fast Courting (1983)
- Flip Side of Yesterday (1983)
- Beyond Fantasy (1983)
- An Irresistible Impulse (1983)
- The Carpenter's Lady (1983)
- Variaton on a Theme (1984)

#### Como Barbara Delinsky

##### Novelas independientes
- Bronze Mystique (1984)
- Finger Prints (1984)
- Secret of the Stone (1985)
- Chances Are (1985)
- First Things First (1985)
- Threats and Promises (1986)
- Straight from the Heart (1986)
- Within Reach (1986)
- First, Best and Only (1986)
- Jasmine Sorcery (1986)
- Twilight Whispers (1987)
- Cardinal Rules (1987)
- Heat Wave (1987)
- Commitments (1988)
- T.L.C. (Tender Loving Care) (1988)
- Through My Eyes (1989)
- Heart of the Night (1989)
- Montana Man (1989)
- Having Faith (1990)
- Facets (1990)
- A Woman Betrayed (1991)
- The Stud (1991)
- The Outsider (1992)
- The Passions of Chelsea Kane (1992)
- More Than Friends (1993)
- Suddenly (1994)
- For My Daughters (1994)
- Together Alone (1995)
- Shades of Grace (1995)
- A Woman's Place (1997)
- Father Figure (1997)
- Three Wishes (1997)
- Coast Road (1998)
- The Vineyard (2000)
- The Woman Next Door (2001)
- Flirting with Pete (2003)
- The Summer I Dared (2004)
- Looking for Peyton Place (2005)
- Family Tree (2007)
- The Secret Between Us (2008)
- While My Sister Sleeps (2009)

##### Something Forever Series
1. A Special Something (1984)
2. The Forever Instinct (1984)

- A Special Something / The Forever Instinct (Omnibus) (1991)

##### Victoria Lesser Series
1. The Real Thing (1986)
2. Twelve Across (1987)
3. A Single Rose (1987)

- A Collection: The Real Thing / Twelve Across / Single Rose (Omnibus) (1994)

##### The Dream: Crosslyn Rise Series
1. The Dream (1990)
2. The Dream Unfolds (1990)
3. The Dream Comes True (1990)

- Dreams (omnibus) (1999) (The Dream / The Dream Unforlds / The Dream Comes True)

##### Blake Sisters Series
1. Lake News (1999)
2. An Accidental Woman (2002)

##### Montclair Emeralds Series Multi-Author
4. Fulfillment (1988)

##### Recopilatorios
- Three Complete Novels: A Woman Betrayed / Within Reach / Finger Prints (1993)
- Sensuous Burgundy / Gemstone (1997)
- Passion and Illusion / The Carpenter's Lady (1998)
- Rekindled: Lilac Awakening / Flip Side of Yesterday (1998)
- Bronze Mystique / Secrets in Silence (2001)
- Passion: Chances Are / Be Mine, Valentine / Mingled Hearts / Dazzle / Married to the Enemy (2002)
- Coast Road / Three Wishes (2007)
- Trust: The Real Thing / Secret of the Stone (2008)

##### Anthologías en colaboración
- With This Ring (1991) (with Bethany Campbell, Bobby Hutchinson and Anne McAllister)
- Threats and Promises & Her Secret Pash by Amanda Stevens (1993)
- Expecting! (1996) (The Stud by Delinsky, / Question of Pride by Michelle Reid / Little Magic Rita Clay Estrada)
- Forever Yours (1997) (Threats and Promises by Delinsky / The Aristocrat by Catherine Coulter / Loving Evangeline by Linda Howard)
- Heart and Soul (1998) (The Dream by Delinsky / All That Sparkles by Stella Cameron / Independent Wife by Linda Howard)
- Heatwave (1998) (Part of the Bargain by Linda Lael Miller / The Dream Unfolds by Delinsky / Under the Knife by Tess Gerritsen)
- Summer Lovers (1998) (First, Best and Only by Delinsky / Granite Man by Elizabeth Lowell / Chain of Love by Anne Stuart)
- Dangerous Desires (1999) (Too Wild To Wed? by Jayne Ann Krentz / Montana Man by Delinsky / Falling Angel by Anne Stuart)
- Meant to Be (2001) (Dreams by Jayne Ann Krentz / Waiting Game by Delinsky / Perfect Husband by Kristine Rolofson)
- Bronze Mystique & Secrets in Silence by Gayle Wilson (2001)
- Father of the Bride & Handsome as Sin by Kelsey Roberts (2001)
- Take 5: Chances Are / Be Mine, Valentine / Mingled Hearts / Dazzle / Married to the Enemy (2002) (with Vicki Lewis Thompson and Ann Major)
- Lost in the Night (2002) (The Real Thing by Delinsky / Heat Lightening by Tara Taylor Quinn / Father: Unknown by  Anne Stuart)
- In Too Deep (2003) (Having Faith by Barbara Delinsky / It Takes a Rebel by Stephanie Bond)
- Family Passions (2004) (with Tess Gerritsen)

##### No ficción
- Uplift: Secrets from the Sisterhood of Breast Cancer Survivors (2001)
- Does A Lobsterman Wear Pants? (2005)

## Fuente
De las obras publicadas en España: ISBN